# Шурут-Нурусово
Шуру́т-Ну́русово (чув. Шурут Нурӑс) — деревня в Комсомольском районе Чувашской Республики. Входит в состав Шераутского сельского поселения.

## География
Находится в юго-восточной части Чувашии, на расстоянии приблизительно 17 км на юго-запад по прямой от районного центра села Комсомольское.

## История
Основана в XVII веке переселенцами из деревни Норусово (ныне село Калинино Вурнарского района). В 1723 году было учтено 13 дворов, в 1737 году отмечено 54 мужчины, в 1795 — 35 дворов и 248 жителей, в 1859 — 56 дворов и 333 жителя, в 1869—321 житель, в 1897 — 87 дворов и 508 жителей, в 1926—133 двора и 758 жителей, в 1939—824 жителя, в 1979—745. В 2002 году было 150 дворов, в 2010—141 домохозяйство. В 1931 году образован колхоз «Малалла», в 2010 действовал СХПК «Победа».

## Население
Постоянное население составляло 405 человек (чуваши 98 %) в 2002 году, 370 в 2010.